# Constantin Berechet
Constantin Berechet (n. 14 iulie 1956, Cobia, Dâmbovița) este un politician român. La alegerile din 20 mai 1990 a fost ales deputat de Teleorman din partea FSN, reales la alegerile legislative din 1992 din partea aceleiași formațiuni, în aceeași circumscripție electorală, alături de Adriean Videanu pe listele PD. În legislatura 1990-1992, Constantin Berechet a fost membru în grupurile parlamentare de prietenie cu Republica Italiană, Canada, Regatul Spaniei, Republica Coreea și Japonia.